# Maria Hilf, Mali Šentpavel
Maria Hilf je naselje v Občini Mali Šentpavel v Okraju Šentvid ob Glini na Koroškem v Avstriji.